# Amorosi
Amorosi este o comună din provincia Benevento, regiunea Campania, Italia, cu o populație de 2.836 de locuitori și o suprafață de 11.22 km².

## Sport
Sportul cel mai practicat este fotbalul, comuna are o echipa de fotbal proprie: "Associazione Sportiva Amorosi" (Asociatie Sportiva Amorosi), a intrat in I categorie in anul 2017-2018 dupa ce a obtinut salverea in extremis. Echipa joaca in stadiul comunal "Salvatore Natale"

## Istorie
Orașul, de origine medievală târzie, a fost întemeiat probabil de unii supraviețuitori ai Telesiei care au supraviețuit distrugerii cutremurului din 1349 care a provocat scurgerea de vapori sulfuroși și a făcut ca aerul să fie rărit și nesănătos. Etimologia orașului nu este clară: cea mai plauzibilă ipoteză este că derivă de la un nobil lombard numit Amoroso. A fost un fior al Gaetanilor și apoi al Colonei. În 1596 avea aproximativ o sută cincizeci de locuitori. Ulterior a trecut către Caracciolos care în 1672 a obținut titlul de marchize de Amorosi. Cutremurul din 5 iunie 1688 a afectat orașul. La 8 aprilie 1734 a rămas acolo - găzduit de Caracciolos - Charles al III-lea de Bourbon în timpul cuceririi Regatului Napoli. Numele de Via Paribella este legat de sosirea Bourbonului, care este definită prin modul în care a fost decorat. În 1772 a devenit proprietatea familiei Piscitelli din Cerreto Sannita. Din 1861 face parte din provincia Benevento. În timpul celui de-al Doilea Război Mondial, a fost bombardat de americani la 14:45 la 29 septembrie 1943. Obiectivele acestui raid aerian au fost podurile Calore și Volturno, sediul german instalat într-una dintre clădirile istorice ale orașului.În timpul bombardamentului, un avion american a fost doborât de către portavionul german din țară, patru soldați americani au murit în flăcări, în timp ce alți patru au fost prinși de germani ca prizonieri. 
Municipalitatea face parte din Uniunea municipalităților Telesina City.